# Ciclismo ai Giochi della XV Olimpiade - Tandem
La competizione del Tandem di ciclismo dei Giochi della XV Olimpiade si tenne i giorni dal 28 al 31 luglio 1952  all'Helsingin Velodromi di Helsinki, in Finlandia.

## Programma
| Data           | Round            | Note                                                                    |
| -------------- | ---------------- | ----------------------------------------------------------------------- |
| 28 luglio 1952 | 1º Turno         | Il vincitore di ogni serie ai quarti di finale. I perdenti ai recuperi. |
| 28 luglio 1952 | Recuperi         | Il vincitore di ogni serie alla finale dei recuperi.                    |
| 28 luglio 1952 | Finale recuperi  | Il vincitore ai quarti di finale..                                      |
| 29 luglio 1952 | Quarti di finale | Il vincitore di ogni serie alle semifinali.                             |
| 29 luglio 1952 | Semifinali       | Il vincitore di ogni serie alla finale. I perdenti al 3&4 posto.        |
| 31 luglio 1952 | Finali           |                                                                         |

## Risultati

### 1º Turno
| Serie | Pos. | Nazione       | Atleti                            | Tempo | Note |
| ----- | ---- | ------------- | --------------------------------- | ----- | ---- |
| 1     | 1    | Sudafrica     | Raymond Robinson Thomas Shardelow | 10"6  | Q    |
| 1     | 2    | Belgio        | Gabriel Glorieux Pierre Gosselin  |       |      |
| 2     | 1    | Francia       | François Le Normand Robert Vidal  | 10"8  | Q    |
| 2     | 2    | Giappone      | Kihei Tomioka Tamotsu Chikanari   |       |      |
| 3     | 1    | Gran Bretagna | Les Wilson Alan Bannister         | 11"0  | Q    |
| 3     | 2    | Finlandia     | Olavi Linnonmaa Ensio Nieminen    |       |      |
| 4     | 1    | Danimarca     | Jens Juul Eriksen Olaf Holmstrup  | 11"3  | Q    |
| 4     | 2    | Austria       | Kurt Nemetz Walter Bortel         |       |      |
| 5     | 1    | Nuova Zelanda | Colin Dickinson Malcolm Simpson   | 11"3  | Q    |
| 5     | 2    | Svizzera      | Alfred Arber Fritz Siegenthaler   |       |      |
| 6     | 1    | Italia        | Antonio Maspes Cesare Pinarello   | 10"8  | Q    |
| 6     | 2    | Stati Uniti   | Frank Brilando Richard Cortright  |       |      |
| 7     | 1    | Australia     | Lionel Cox Russell Mockridge      | 11"4  | Q    |
| 7     | 2    | Ungheria      | István Schillerwein Imre Furmen   |       |      |

### Recuperi
| Serie  | Pos. | Nazione     | Atleti                           | Tempo | Note |
| ------ | ---- | ----------- | -------------------------------- | ----- | ---- |
| 1      | 1    | Belgio      | Gabriel Glorieux Pierre Gosselin | 11"5  | Q    |
| 1      | 2    | Finlandia   | Olavi Linnonmaa Ensio Nieminen   |       |      |
| 2      | 1    | Svizzera    | Alfred Arber Fritz Siegenthaler  | 11"0  | Q    |
| 2      | 2    | Austria     | Kurt Nemetz Walter Bortel        |       |      |
| 3      | 1    | Ungheria    | István Schillerwein Imre Furmen  | 11"3  | Q    |
| 3      | 2    | Giappone    | Kihei Tomioka Tamotsu Chikanari  |       |      |
| 3      | 3    | Stati Uniti | Frank Brilando Richard Cortright |       |      |
| FINALE | 1    | Ungheria    | István Schillerwein Imre Furmen  | 11"4  | Q    |
| FINALE | 2    | Svizzera    | Alfred Arber Fritz Siegenthaler  |       |      |
| FINALE | 3    | Belgio      | Gabriel Glorieux Pierre Gosselin |       |      |

### Quarti di finale
| Serie | Pos. | Nazione       | Atleti                            | Tempo | Note |
| ----- | ---- | ------------- | --------------------------------- | ----- | ---- |
| 1     | 1    | Francia       | François Le Normand Robert Vidal  | 11"1  | Q    |
| 1     | 2    | Nuova Zelanda | Colin Dickinson Malcolm Simpson   |       |      |
| 2     | 1    | Italia        | Antonio Maspes Cesare Pinarello   | 11"1  | Q    |
| 2     | 2    | Ungheria      | István Schillerwein Imre Furmen   |       |      |
| 3     | 1    | Australia     | Lionel Cox Russell Mockridge      | 11"1  | Q    |
| 3     | 2    | Danimarca     | Jens Juul Eriksen Olaf Holmstrup  |       |      |
| 4     | 1    | Sudafrica     | Raymond Robinson Thomas Shardelow | 10"5  | Q    |
| 4     | 2    | Gran Bretagna | Les Wilson Alan Bannister         |       |      |

### Semifinali
| Serie | Pos. | Nazione   | Atleti                            | Tempo | Note |
| ----- | ---- | --------- | --------------------------------- | ----- | ---- |
| 1     | 1    | Australia | Lionel Cox Russell Mockridge      | 11"0  | Q    |
| 1     | 2    | Italia    | Antonio Maspes Cesare Pinarello   |       |      |
| 2     | 1    | Sudafrica | Raymond Robinson Thomas Shardelow | -     | Q    |
| 2     | 2    | Francia   | François Le Normand Robert Vidal  | Rit.  |      |

### Finali
| Pos.         | Nazione      | Atleti                            | Tempo        |
| 1º e 2 posto | 1º e 2 posto | 1º e 2 posto                      | 1º e 2 posto |
| ------------ | ------------ | --------------------------------- | ------------ |
| Oro          | Australia    | Lionel Cox Russell Mockridge      | 11"0         |
| Argento      | Sudafrica    | Raymond Robinson Thomas Shardelow |              |
| 3º e 4 posto |              |                                   |              |
| Bronzo       | Italia       | Antonio Maspes Cesare Pinarello   | -            |
| 4            | Francia      | François Le Normand Robert Vidal  | Rit.         |